# Ruta 12 (Chile)
Die Ruta 12 (kurz RN 12) ist eine Fernverkehrsstraße im südamerikanischen Anden-Staat Chile. Sie ist eine Nationalstraße, die sich im Norden von Chile in der Región de Arica y Parinacota befindet. In ihrem Verlauf auf 3,8 km ist sie vollständig asphaltiert und verbindet die Ruta 5 und Arica mit dem Flughafen Aeropuerto Internacional Chacalluta, dem nördlichsten Flughafen des Landes.
Die Straße ist praktisch eine diagonale Linie und stellt den einzigen Zugang von der Hauptstadt der Region, Arica, zum Flughafen und dem Industriepark Parque industrial Chacalluta dar, der an die zollfreie Zone von Iquique (ZOFRI) angeschlossen ist. Es herrscht ein Tempolimit von 100 km/h auf der gesamten Ruta.
Die offizielle Funktion dieser Ruta wurde im Jahre 2009 durch das Dekret Nº 125 durch das Ministerio de Obras Públicas de Chile (MOP) ratifiziert.

## Städte und Ortschaften
Die Städte, Dörfer und Siedlungen entlang des Abschnitte von Norden nach Süden sind:
Región de Arica y Parinacota
- Länge: 3 km (km 0 bis 3). Die Ruta heißt Avenida Teniente John Wall Holcomb zwischen dem Industriepark Parque Industrial Chacalluta und dem Flughafen.[2]